# Sigrid Kirchmannová
Sigrid Kirchmannová (* 29. března 1966, Bad Ischl) je bývalá rakouská atletka, reprezentantka ve skoku do výšky. V začátcích své atletické kariéry se věnovala i víceboji.
V roce 1985 si vytvořila osobní rekord v sedmiboji, když nasbírala v rakouském Ebensee 5 944 bodů. Později se specializovala na výšku. Smolně pro ni skončila účast na druhém mistrovství světa v atletice v Římě 1987, když v kvalifikaci nezaznamenala platný pokus. Těsně pod stupni vítězů, na čtvrtém místě se naopak umístila na mistrovství Evropy 1990 ve Splitu. Reprezentovala na letních olympijských hrách v Barceloně, kde skončila ve finále na pátém místě. O příčku výše mj. skončila Bulharka Stefka Kostadinovová.
První velký úspěch kariéry si připsala na MS 1993 ve Stuttgartu, kde překonala 197 cm. Tato výška zůstala jejím osobním rekordem pod širým nebem. Bronzovou medaili vybojovala v následujícím roce také na HME v Paříži v novém osobním rekordu 196 cm. Pro zranění nenastoupila do kvalifikace na letních olympijských hrách v Atlantě 1996.[zdroj?] Na mistrovství Evropy v Budapešti v roce 1998 obsadila čtvrté místo. Atletickou kariéru ukončila v roce 2000.

## Úspěchy
| Rok  | Závod                              | Místo                | Umístění | Výkon  |
| ---- | ---------------------------------- | -------------------- | -------- | ------ |
| 1983 | Mistrovství Evropy juniorů         | Schwechat, Rakousko  | 7.       | 1,85 m |
| 1986 | Mistrovství Evropy v atletice 1986 | Stuttgart, Německo   | 11.      | 1,79 m |
| 1990 | Mistrovství Evropy v atletice 1990 | Split, Jugoslávie    | 4.       | 1,89 m |
| 1991 | Mistrovství světa v atletice 1991  | Tokio, Japonsko      | kval.    | 1,75 m |
| 1992 | Letní olympijské hry 1992          | Barcelona, Španělsko | 5.       | 1,94 m |
| 1993 | Mistrovství světa v atletice 1993  | Stuttgart, Německo   | 3.       | 1,97 m |
| 1994 | Halové mistrovství Evropy 1994     | Paříž, Francie       | 3.       | 1,96 m |
| 1994 | Mistrovství Evropy v atletice 1994 | Helsinky, Finsko     | 10.      | 1,90 m |
| 1995 | HMS 1995                           | Barcelona, Španělsko | 8.       | 1,93 m |
| 1998 | Mistrovství Evropy v atletice 1998 | Budapešť, Maďarsko   | 4.       | 1,92 m |